# 여규형
여규형(呂圭亨, 1848년 ~ 1921년)은 일제강점기의 교육인이다. 호는 하정(荷亭)이다. 본관은 함양이다.

## 생애
일찍 아버지를 여의고 어머니에게서 글을 배운 뒤 한학을 깊이 익혔다. 1892년에 문과에 급제하여 외아문 주사로 임명되는 등 잠시 관리로 근무했다.
일찍부터 문장에 능한 것으로 유명하였으나 관운이 좋지 못해 여러 차례 유배되었다. 한번은 여흥 민씨 세도가인 민영달의 연회에서 “술은 회수(淮水)와 같고 고기는 산과 같다(有酒如淮肉似山).”라는 구절이 포함된 시를 지었다가 대한제국 고종의 눈 밖에 나 금갑도로 유배되었다는 일화가 있다.
일본의 세력이 강성해져 통감부가 설치되면서 마지막 유배에서 풀려났다. 이후 한성부의 사립학교 교사를 지내다가 관립한성고등학교 주임교유가 되어 한문과를 담당했다.
명망이 높은 한학자였으나, 오랜 유배 생활로 쌓인 울분을 술로 풀었기에 기행에 대한 일화가 많이 남아 있다. 시문에 뛰어나고 음률 및 수학, 생물학, 천문학 등 학문에 두루 밝았다. 시(詩), 서(書), 문(文), 사(射), 금(琴), 기(棋), 주(酒)를 잘한다는 의미에서 칠절(七絶)이라 불리기도 했다. 문집으로 《하정유고》 4권이 남아 있다.
대동학회와 공자교회에 참여 하였고, 경학원 강사를 지내는 등 일본 제국에 협력한 행적이 있다. 《매천야록》에는 “개화 이래 외인(外人)을 따라붙어 한 발짝이라도 뒤떨어질까 걱정하였으므로, 사람들이 침뱉고 욕하였다.”라고 적혀 있다. 이에 따라 정만조와 함께 문장가 중 대표적인 친일파 인물로 꼽히기도 한다.
2008년 친일인명사전 편찬을 위해 작성된 민족문제연구소의 친일인명사전 수록예정자 명단 중 유교 부문에 포함되었다.

## 가족 관계
- 아버지 : 여풍섭(呂豊燮)
- 어머니 : 윤씨

## 같이 보기
- 경학원

## 참고 자료
- 여규형(呂圭亨) - 한국학중앙연구원